# Christianshavn Station
Christianshavn Station er en undergrundsstation på den københavnske Metros linje M1 og M2.
Stationen er forgreningsstation mellem M1 og M2.
Stationen ligger under Christianshavns Torv i København.
Stationen er med cirka 18.200 daglige passagerer (2014) den 3. mest benyttede metrostation
Christianshavn Station blev åbnet 19. oktober 2002 og ligger i takstzone 1.

## Antal rejsende
Ifølge Ørestadsselskabet var udviklingen i antallet af dagligt afrejsende:
| År         | Antal  |
| ---------- | ------ |
| 11.12.2002 | 6.976  |
| 02.04.2004 | 13.666 |
| 15.04.2005 | 11.135 |